# Cup of China 2014
Cup of China 2014 è stata la terza delle sette competizioni che fanno parte del Grand Prix 2014-2015. Si è svolta dal 7 al 9 novembre 2014 a Shanghai, in Cina. Le medaglie sono state assegnate nelle discipline del singolo maschile, singolo femminile, coppie e danza su ghiaccio. I pattinatori migliori hanno guadagnato punti qualificanti per la finale del Grand Prix che si svolgerà a Barcellona, in Spagna.

## Risultati

### Singolo maschile

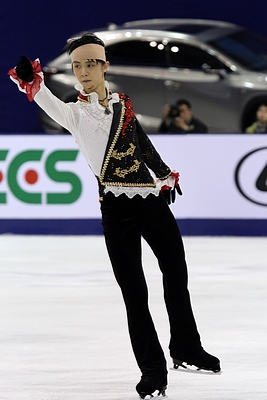
Yuzuru Hanyū, visibilmente bendato, gareggia dopo lo scontro con Han Yan.

Prima del programma libero, il cinese Yan Han e il giapponese Yuzuru Hanyū si sono scontrati sul ghiaccio durante il warm-up. Entrambi avevano ferite visibili ma hanno comunque deciso di gareggiare. In seguito Hanyū, che nonostante cinque cadute è riuscito a vincere la medaglia d'argento, ha ricevuto diversi punti di sutura per le ferite riportate al mento e alla testa.
| Posizione | Nome             | Nazionalità   | Punteggio totale | Programma corto | Programma corto | Programma libero | Programma libero |
| --------- | ---------------- | ------------- | ---------------- | --------------- | --------------- | ---------------- | ---------------- |
| 1         | Maxim Kovtun     | Russia        | 243.34           | 1               | 85.96           | 1                | 157.38           |
| 2         | Yuzuru Hanyū     | Giappone      | 237.55           | 2               | 82.95           | 2                | 154.60           |
| 3         | Richard Dornbush | Stati Uniti   | 226.73           | 4               | 77.23           | 4                | 149.50           |
| 4         | Nam Nguyen       | Canada        | 221.85           | 6               | 72.85           | 5                | 149.00           |
| 5         | Misha Ge         | Uzbekistan    | 219.28           | 7               | 69.46           | 3                | 149.82           |
| 6         | Yan Han          | Cina          | 206.65           | 3               | 79.21           | 7                | 127.44           |
| 7         | Alexei Bychenko  | Israele       | 204.15           | 5               | 76.96           | 8                | 127.19           |
| 8         | Keiji Tanaka     | Giappone      | 189.26           | 11              | 56.82           | 6                | 132.44           |
| 9         | Kim Jin-seo      | Corea del Sud | 183.46           | 9               | 62.46           | 9                | 121.00           |
| 10        | Guan Yuhang      | Cina          | 177.66           | 8               | 63.69           | 10               | 113.97           |
| 11        | Wang Yi          | Cina          | 160.92           | 10              | 57.29           | 11               | 103.63           |

### Singolo femminile
| Posizione | Nome                   | Nazionalità   | Punteggio totale | Programma corto | Programma corto | Programma libero | Programma libero |
| --------- | ---------------------- | ------------- | ---------------- | --------------- | --------------- | ---------------- | ---------------- |
| 1         | Elizaveta Tuktamysheva | Russia        | 196.60           | 2               | 67.99           | 1                | 128.61           |
| 2         | Julija Lipnickaja      | Russia        | 173.57           | 1               | 69.56           | 4                | 104.01           |
| 3         | Kanako Murakami        | Giappone      | 169.39           | 3               | 60.44           | 3                | 108.95           |
| 4         | Polina Edmunds         | Stati Uniti   | 161.27           | 7               | 50.32           | 2                | 110.95           |
| 5         | Gabrielle Daleman      | Canada        | 161.26           | 4               | 58.49           | 5                | 102.77           |
| 6         | Li Zijun               | Cina          | 152.62           | 5               | 53.66           | 6                | 98.96            |
| 7         | Viktoria Helgesson     | Svezia        | 143.95           | 6               | 52.00           | 8                | 91.95            |
| 8         | Kim Hae-jin            | Corea del Sud | 137.62           | 9               | 44.72           | 7                | 92.90            |
| 9         | Christina Gao          | Stati Uniti   | 125.04           | 8               | 47.15           | 11               | 77.89            |
| 10        | Ashley Cain            | Stati Uniti   | 124.81           | 11              | 39.80           | 9                | 85.01            |
| 11        | Anne Line Gjersem      | Norvegia      | 122.78           | 10              | 41.93           | 10               | 80.85            |

### Coppie
| Posizione | Nome                                          | Nazionalità | Punteggio totale | Programma corto | Programma corto | Programma libero | Programma libero |
| --------- | --------------------------------------------- | ----------- | ---------------- | --------------- | --------------- | ---------------- | ---------------- |
| 1         | Peng Cheng / Zhang Hao                        | Cina        | 194.05           | 1               | 69.11           | 1                | 124.94           |
| 2         | Yu Xiaoyu / Jin Yang                          | Cina        | 173.33           | 3               | 57.03           | 2                | 116.30           |
| 3         | Wang Xuehan / Wang Lei                        | Cina        | 172.15           | 2               | 57.27           | 3                | 114.88           |
| 4         | Vera Bazarova / Andrei Deputat                | Russia      | 166.44           | 4               | 56.85           | 4                | 109.59           |
| 5         | Nicole Della Monica / Matteo Guarise          | Italia      | 155.90           | 7               | 53.48           | 5                | 102.42           |
| 6         | Natasha Purich / Andrew Wolfe                 | Canada      | 153.70           | 5               | 56.14           | 6                | 97.56            |
| 7         | Jessica Calalang / Zack Sidhu                 | Stati Uniti | 147.81           | 6               | 54.66           | 7                | 93.15            |
| 8         | Arina Cherniavskaia / Antonino Souza-Kordyeru | Russia      | 133.45           | 8               | 46.74           | 8                | 86.71            |

### Danza su ghiaccio
| Posizione | Nome                                    | Nazionalità | Punteggio totale | Programma corto | Programma corto | Programma libero | Programma libero |
| --------- | --------------------------------------- | ----------- | ---------------- | --------------- | --------------- | ---------------- | ---------------- |
| 1         | Gabriella Papadakis / Guillaume Cizeron | Francia     | 160.12           | 3               | 62.12           | 1                | 98.00            |
| 2         | Maia Shibutani / Alex Shibutani         | Stati Uniti | 157.36           | 1               | 65.20           | 2                | 92.16            |
| 3         | Anna Cappellini / Luca Lanotte          | Italia      | 149.58           | 2               | 62.70           | 3                | 86.88            |
| 4         | Elena Ilinykh / Ruslan Zhiganshin       | Russia      | 144.70           | 4               | 60.48           | 4                | 84.22            |
| 5         | Alexandra Paul / Mitchell Islam         | Canada      | 140.46           | 5               | 56.46           | 5                | 84.00            |
| 6         | Wang Shiyue / Liu Xinyu                 | Cina        | 126.18           | 6               | 49.50           | 6                | 76.68            |
| 7         | Zhang Yiyi / Wu Nan                     | Cina        | 108.66           | 7               | 44.90           | 7                | 63.76            |
| 8         | Zhao Yue / Zheng Xun                    | Cina        | 103.44           | 8               | 41.88           | 8                | 61.56            |